# Рокет-салат городній
Рокет-салат городній (Eruca vesicaria) — вид рослин з родини капустяних (Brassicaceae), батьківщиною якого є Південна Європа, Північна Африка, помірна Азія та Пакистан; це широко натуралізований та культивований вид.

## Опис

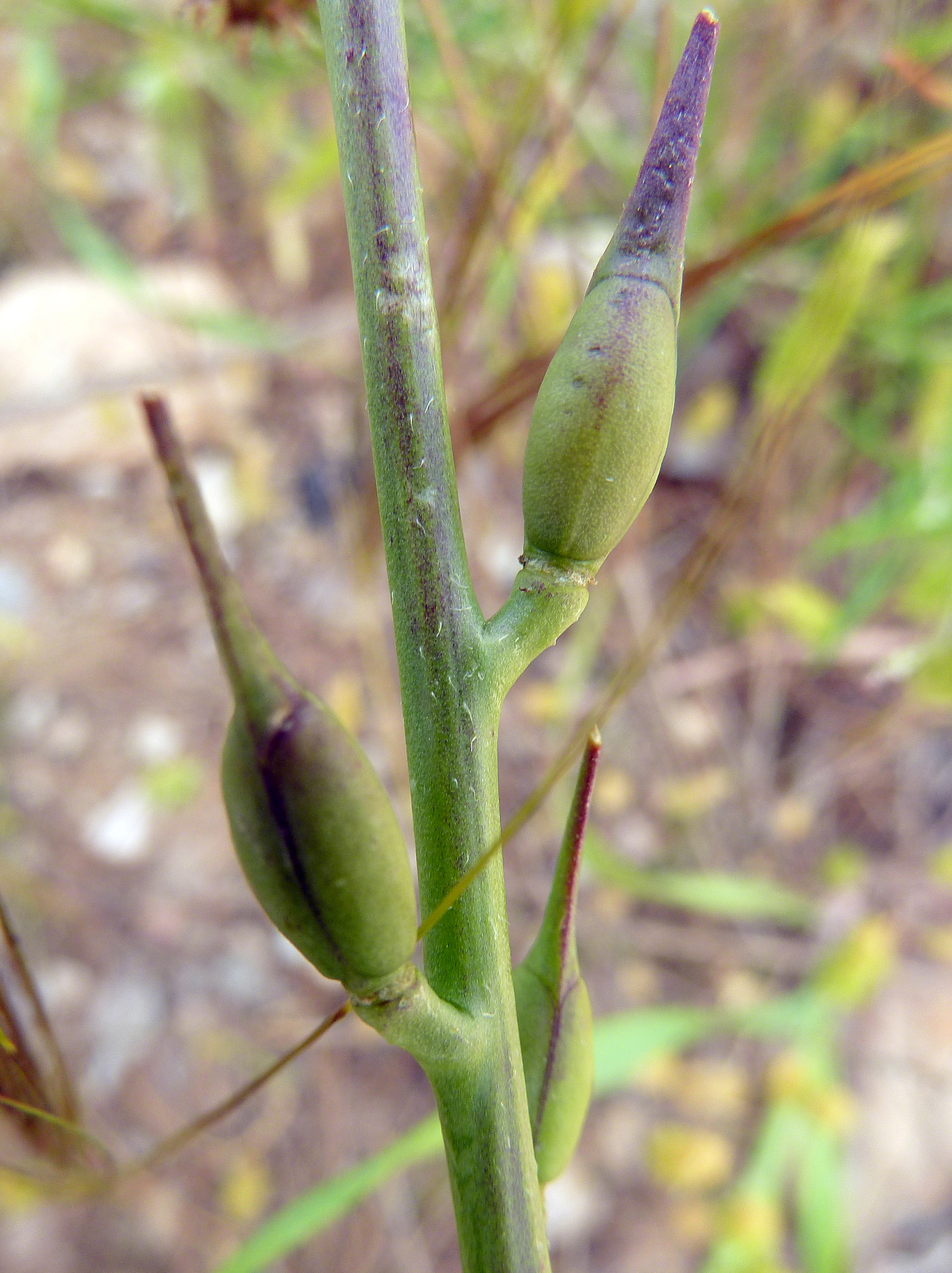
плід

Однорічна рослина 30—60 см заввишки. Стебло гіллясте, негусто вкрите жорсткими, вниз відхиленими волосками. Листки з ніжкою, ліровидно-перисторозсічені, з зубчастими часточками. Чашолистки прямостійні. Пелюстки 15—22 мм довжиною, спочатку жовтуваті, потім майже білі, з фіолетовими жилками. Стручки довгі, 2—3 см завдовжки, з довгим сплюсненим безсім'янним носиком.

## Поширення
Батьківщиною є Південна Європа, Північна Африка, помірна Азія та Пакистан; широко натуралізований та культивований вид.
В Україні вид зростає у посівах, розсіяно на всій території.

## Використання
Харчова, жироолійна, ефіроолійна рослина.

## Назва
Латинський прикметник sativa в біноміальній назві рослини походить від satum, від дієслова sero, що означає «сіяти», що вказує на те, що насіння рослини було посіяне в садах. Eruca sativa відрізняється від E. vesicaria тим, що має ранні листяні чашолистки. Деякі ботаніки вважають його підвидом Eruca vesicaria: E. vesicaria subsp. sativa. Інші ж не розрізняють їх як окремі підвиди.
Загальна англійська назва rocket походить від італійського слова Ruchetta або rucola, зменшуваного від латинського слова eruca, яке колись позначало конкретну рослину з родини Brassicaceae (ймовірно, вид капусти). Рукола ( / ə ˈ r uː ɡ ə l ə /), поширена назва, яка зараз широко поширена в США та Канаді, увійшла до американської англійської з нестандартного діалекту італійської мови. Стандартне італійське слово — rucola. Оксфордський словник англійської мови датує першу появу «руколи» американською англійською статтею 1960 року в The New York Times редактора харчових продуктів і плідного автора кулінарних книг Крейга Клейборна.
Іноді його змішують з Diplotaxis tenuifolia, відомим як «багаторічна настінна ракета», іншою рослиною родини Brassicaceae, яка використовується таким же чином. 